# مانيل كابي
مانويل بيدرو جوميز (بالإنجليزية: Manuel Pedro Gomes؛ مواليد 14 نوفمبر 1993)، والمعروف باسم مانيل كابي، هو مُقاتل فنون قتالية مختلطة برتغالي من مواليد أنغولا. يُنافس حاليًا في فئة وزن الذبابة في يو إف سي. وهو مُنافس محترف منذ عام 2012، وقد تنافس سابقًا مع مقاتلو القفص وبطولة الضربة القاضية ومنظمة رايزن للقتال. وهو بطل رايزن لوزن الديك السابق وبطل بطولة الضربة القاضية لوزن الديك السابق. اعتبارًا من 17 ديسمبر 2024، احتل المركز 6 في تصنيفات يو إف سي لوزن الذبابة.

## مسيرته في فنون القتال المختلطة

### بدايته
خاض كابي العديد من نزالات الملاكمة قبل أن يبدأ مسيرته في فنون القتال المختلطة، وقد حدثت جميعها قبل أول نزال له في فنون القتال المختلطة في سن الرابعة عشرة.

### منظمة رايزن للقتال
بعد انقطاع دام عامين بسبب إلغاء ثلاث نزالات، وقع كابي مع منظمة رايزن للقتال وكان من المقرر أن يشارك في جائزة رايزن الكبرى لوزن الديك. شارك لأول مرة في حدث رايزن 6 عندما واجه إرسون ياماموتو. شعر ياماموتو بالارتباك بسبب الكلام البذيء من كابي أثناء النزال، حيث زُعم أنه قال «والدتك خسرت للتو وأنت التالي»، حيث خسرت والدة إرسون في وقت سابق من المساء. فاز كابي بالنزال بعد 71 ثانية فقط بركلة رأس بالساق اليسرى، على الرغم من أن العديد من المراقبين اعتبروا الإيقاف كان مبكرًا.

### يو إف سي
في 30 مارس 2020، أعلن كابي أنه وقع عقدًا لأربع نزالات مع يو إف سي، ليصبح أول مقاتل برتغالي أنغولي يوقع مع يو إف سي.
كان من المتوقع أن يخوض كابي أول نزال له في المنظمة ضد روجيريو بونتورين في 15 أغسطس 2020، في حدث يو إف سي 252. تم إلغاء النزال لاحقًا، حيث تعرض بونتورين لإصابة في الكاحل.
كان من المقرر أن يقاتل كابي ألكسندر بانتوجا في 19 ديسمبر 2020، في حدث يو إف سي ليلة القتال: تومسون ضد نيل. ومع ذلك، انسحب بانتوجا من القتال في أوائل ديسمبر بسبب أعراض مرض فيروس كورونا 2019. خدم كابي كبديل محتمل لنزال لقب بطولة يو إف سي لوزن الذبابة بين ديفسون فيغيريدو وبراندون مورينو قبل أسبوع في حدث يو إف سي 256. تم إعادة جدولة الثنائي في 6 فبراير 2021 في حدث يو إف سي ليلة القتال: أوفيريم ضد فولكوف. خسر كابي القتال بقرار القضاة بالإجماع.

## البطولات والإنجازات

### فنون القتال المختلطة
- يو إف سي
  - قتال الليلة (مرة واحدة) ضد فيليبي دوس سانتوس[21]
- منظمة رايزن للقتال
  - بطولة رايزن لوزن الديك (مرة واحدة)
- بطولة الضربة القاضية
  - بطولة الضربة القاضية لوزن الديك (مرة واحدة)

## سجل فنون القتال المختلطة
| السجل المهني |        |         |
| 29 نزال      | 22 فوز | 7 خسارة |
| ضربة قاضية   | 14     | 0       |
| إخضاع        | 5      | 2       |
| قرار القضاة  | 3      | 5       |

| النتيجة | السجل | الخصم                    | الطريقة                                 | الحدث                                                            | التاريخ        | الجولة | الوقت | المكان                              | الملاحظات                                                                          |
| ------- | ----- | ------------------------ | --------------------------------------- | ---------------------------------------------------------------- | -------------- | ------ | ----- | ----------------------------------- | ---------------------------------------------------------------------------------- |
| فاز     | 21–7  | أسو ألمباييف             | ضربة فنية قاضية (بالانسحاب)             | يو إف سي ليلة القتال كاب ضد ألمباييف                             | 1 مارس 2025    | 3      | 2:16  | لاس فيغاس، نيفادا، الولايات المتحدة | أداء الليلة.                                                                       |
| فاز     | 20–7  | برونو غوستافو دا سيلفا   | ضربة فنية قاضية (بركلات الجسد واللكمات) | يو إف سي على إي إس بي إن: كوفنغتون ضد باكلي                      | 14 ديسمبر 2024 | 3      | 1:57  | تامبا، فلوريدا، الولايات المتحدة    | تم خصم نقطة واحدة من سيلفا في الجولة الثانية بسبب الضربات المتكررة في منطقة الفخذ. |
| فاز     | 20–7  | برونو غوستافو دا سيلفا   | ضربة فنية قاضية (ركلات للجسم واللكمات)  | يو إف سي على إي إس بي إن: كوفنغتون ضد باكلي                      | 14 ديسمبر 2024 | 3      | 1:57  | تامبا، فلوريدا، الولايات المتحدة    | تم خصم نقطة واحدة من سيلفا في الجولة الثانية بسبب الضربات المتكررة في منطقة الفخذ. |
| خسر     | 19–7  | محمد موكاييف             | قرار القضاة (بالإجماع)                  | يو إف سي 304                                                     | 27 يوليو 2024  | 3      | 5:00  | مانشستر، إنجلترا                    |                                                                                    |
| فاز     | 19–6  | فيليبي دوس سانتوس        | قرار القضاة (بالإجماع)                  | يو إف سي 293                                                     | 10 سبتمبر 2023 | 3      | 5:00  | سيدني، أستراليا                     | قتال الليلة.                                                                       |
| فاز     | 18–6  | ديفيد دفورجاك            | قرار القضاة (بالإجماع)                  | يو إف سي ليلة القتال: كانونير ضد ستريكلاند                       | 17 ديسمبر 2022 | 3      | 5:00  | لاس فيغاس، نيفادا، الولايات المتحدة |                                                                                    |
| فاز     | 17–6  | زالجاس زوماجولوف         | ضربة فنية قاضية (باللكمات)              | يو إف سي على إي إس بي إن: فونت ضد ألدو                           | 4 ديسمبر 2021  | 1      | 4:02  | لاس فيغاس، نيفادا، الولايات المتحدة |                                                                                    |
| فاز     | 16–6  | أودي أوزبورن             | ضربة قاضية (بالركبة الطائرة واللكمات)   | يو إف سي 265                                                     | 7 أغسطس 2021   | 1      | 4:44  | هيوستن، تكساس، الولايات المتحدة     | نزال في وزن غير محدد 129 رطل؛ فشل كابي في تحقيق الوزن.                             |
| خسر     | 15–6  | ماتيوس نيكولاو           | قرار القضاة (بالانقسام)                 | يو إف سي ليلة القتال: إدواردز ضد محمد                            | 13 مارس 2021   | 3      | 5:00  | لاس فيغاس، نيفادا، الولايات المتحدة |                                                                                    |
| خسر     | 15–5  | ألكسندر بانتوجا          | قرار القضاة (بالإجماع)                  | يو إف سي ليلة القتال: أوفيريم ضد فولكوف                          | 6 فبراير 2021  | 3      | 5:00  | لاس فيغاس، نيفادا، الولايات المتحدة | العودة لوزن الذبابة.                                                               |
| فاز     | 15–4  | كاي ساكورا               | ضربة فنية قاضية (باللكمات)              | رايزن 20                                                         | 31 ديسمبر 2019 | 2      | 0:38  | سايتاما، اليابان                    | فاز بلقب بطولة رايزن لوزن الديك الشاغر.                                            |
| فاز     | 14–4  | جويا ميزوكاكي            | ضربة قاضية (بلكمة)                      | رايزن 18                                                         | 18 أغسطس 2019  | 2      | 1:36  | ناغويا، اليابان                     |                                                                                    |
| فاز     | 13–4  | سييتشيرو إيتو            | ضربة فنية قاضية (بلكمة للجسم)           | رايزن 15                                                         | 21 أبريل 2019  | 2      | 3:59  | يوكوهاما، اليابان                   |                                                                                    |
| خسر     | 12–4  | أولكا ساساكي             | قرار القضاة (بالإجماع)                  | رايزن 14                                                         | 31 ديسمبر 2018 | 3      | 5:00  | سايتاما، اليابان                    |                                                                                    |
| فاز     | 12–3  | يوساكو ناكامورا          | إخضاع فني (خنق خلفي عاري)               | رايزن 13                                                         | 30 سبتمبر 2018 | 3      | 4:27  | سايتاما، اليابان                    | نزال في وزن الذبابة.                                                               |
| خسر     | 11–3  | كاي ساكورا               | قرار القضاة (بالانقسام)                 | رايزن 10                                                         | 6 مايو 2018    | 3      | 5:00  | فوكوكا، اليابان                     |                                                                                    |
| خسر     | 11–2  | كيوجي هوريجوتشي          | إخضاع (خنق مثلث الذراع)                 | جائزة رايزن العالمية الكبرى 2017: الجولة النهائية                | 31 ديسمبر 2017 | 3      | 4:27  | سايتاما، اليابان                    | نصف نهائي جائزة رايزن الكبرى للوزن الخفيف 2017.                                    |
| فاز     | 11–1  | إيان ماكول               | ضربة فنية قاضية (إيقاف الطبيب)          | جائزة رايزن العالمية الكبرى 2017: الجولة الثانية                 | 29 ديسمبر 2017 | 1      | 1:46  | سايتاما، اليابان                    | ربع نهائي جائزة رايزن الكبرى للوزن الخفيف 2017.                                    |
| فاز     | 10–1  | إرسون ياماموتو           | ضربة فنية قاضية (ركلة رأس و لكمة)       | جائزة رايزن العالمية الكبرى 2017: الجولة الافتتاحية الجزء الثاني | 15 أكتوبر 2017 | 1      | 1:11  | سايتاما، اليابان                    | الجولة الأولى من جائزة رايزن الكبرى للوزن الخفيف 2017.                             |
| فاز     | 9–1   | فرانسيسكو خافيير أسبريلا | ضربة فنية قاضية (باللكمات)              | بطولة برو كومبات الدولية 7                                       | 27 أبريل 2015  | 3      | 4:59  | لشبونة، البرتغال                    |                                                                                    |
| فاز     | 8–1   | أنطوان جالينارو          | إخضاع (الضغط على الذراع)                | بطولة الضربة القاضية 8                                           | 18 أبريل 2015  | 4      | 2:26  | كونياك، فرنسا                       | فاز بلقب بطولة الضربة القاضية لوزن الديك.                                          |
| فاز     | 7–1   | ميغيل فالفيردي           | إخضاع (خنق خلفي عاري)                   | دوري إنفيكتوس برو إم إم إيه 2                                    | 19 ديسمبر 2014 | 3      | غ/م   | بورتو، البرتغال                     | الظهور الأول في وزن الديك.                                                         |
| فاز     | 6–1   | دانييل باريز             | إخضاع (الضغط على الذراع)                | رابطة أنسجار القتالية 2                                          | 29 نوفمبر 2014 | 1      | 3:25  | مدريد، إسبانيا                      |                                                                                    |
| فاز     | 5–1   | هشام رشيد                | ضربة قاضية (بالركبة الطائرة للجسم)      | دوري إنفيكتوس برو إم إم إيه 1                                    | 27 يوليو 2014  | 1      | 2:42  | بورتو، البرتغال                     |                                                                                    |
| خسر     | 4–1   | سوكسافانه خامباساث       | إخضاع (خنق خلفي عاري)                   | بطولة الضربة القاضية 7                                           | 5 أبريل 2014   | 3      | 3:27  | كونياك، فرنسا                       |                                                                                    |
| فاز     | 4–0   | ماركو سانتوس             | قرار القضاة (بالإجماع)                  | مقاتلو القفص 3                                                   | 28 يوليو 2013  | 3      | 5:00  | متزنيش، البرتغال                    |                                                                                    |
| فاز     | 3–0   | ريكاردو تيكسيرا          | إخضاع (خنق خلفي عاري)                   | قتالو القفص: المتحدون نورتي 2                                    | 3 فبراير 2013  | 1      | 2:38  | متزنيش، البرتغال                    |                                                                                    |
| فاز     | 2–0   | ريناتو فيريرا            | ضربة فنية قاضية (باللكمات)              | قتالو القفص: المتحدون نورتي 1                                    | 4 نوفمبر 2012  | 1      | 0:45  | متزنيش، البرتغال                    |                                                                                    |
| فاز     | 1–0   | أرتور جوميز              | ضربة فنية قاضية (باللكمات)              | مقاتلو القفص 2                                                   | 13 مايو 2012   | 1      | 4:27  | متزنيش، البرتغال                    | الظهور الأول في وزن الذبابة.                                                       |

## وصلات خارجية
- مانيل كابي على موقع يو إف سي (الإنجليزية)
- مانيل كابي على موقع شيردوغ (الإنجليزية)
- مانيل كابي على موقع Tapology.com (الإنجليزية)